# Vrijetijdsbemiddeling
Vrijetijdsbemiddeling, in Vlaanderen, is een vorm van trajectbegeleiding in de vrijetijd, in het sociaal-cultureel werk, meer bepaald in de vrijetijdsbesteding voor personen met een handicap, waarbij deze personen gestimuleerd en begeleid worden in de deelname aan activiteiten die niet speciaal voor hen bedoeld zijn

## Positie
Vrijetijdsbemiddeling past in de werking van een organisatie die vrijetijdsbesteding voor personen met een handicap organiseert. Het gaat om alle mogelijke handicaps, hoewel een groot aantal organisaties zich richt op mensen met een verstandelijke handicap, meervoudige handicap en/of autisme. Deze mensen hebben het moeilijker om tot een zinvolle tijdsbesteding te komen.
Weinig organisaties richten zich uitsluitend op vrijetijdsbemiddeling. Ze zien het eerder als een aanvulling voor het organiseren van (doelgroepspecifieke) activiteiten, het opzetten van samenwerkingsverbanden met de reguliere of gewone vrijetijdssector en het adviseren en informeren aan individuele personen met een handicap.

## Methodiek
Bij vrijetijdsbemiddeling is er sprake van een bemiddelingsproces in vijf stappen : vraagverduidelijking, zoeken naar een antwoord, het antwoord doornemen met de cliënt, vrijetijdsondersteuning en de opvolging & feedback. De cliënt wordt weliswaar begeleid in deze stappen door een vrijetijdsbemiddelaar, maar doet het voornaamste zelf. Zo kan hij een oplossing op maat uitwerken, medeverantwoordelijk blijven en zelf ervaring opdoen.

### Vraagverduidelijking
Bij de eerste ontmoeting zoeken de vrijetijdsbemiddelaar en de cliënt (en zijn omgeving, bijvoorbeeld ouders, familie, vrienden, andere begeleider(s)) naar de vraag achter de aanmelding. Deze gesprekken gaan door in de kantoren van de organisatie die de vrijetijdsbemiddeling organiseert, in een voorziening (waar de cliënt verblijft) of bij de cliënt thuis (als hij zelfstandig of bij zijn ouders woont).

### Een antwoord zoeken
Eens de vraag verduidelijkt is, gaat de vrijetijdsbemiddelaar, maar meestal eerst de cliënt zelf, op zoek naar een geschikte activiteit. Al naargelang de mogelijkheden van de cliënt, kan dit in de gewone vrijetijdssector (concert, film, (groeps)reis, (hobby)vereniging, ...) of in het gespecialiseerde circuit voor personen met een handicap. Er worden antwoorden gezocht op problemen mbt geschikte inhoud, begeleiding van en naar de activiteit (vervoer, assistentie) en (eventueel) begeleiding/gezelschap ter plekke.

### Antwoord samen doornemen
De vrijetijdsbemiddelaar en de cliënt bekijken samen of de antwoorden overeenkomen met de aanvankelijke vraag bij aanmelding. Het kan zijn dat er alleen de cliënt zoveel ondersteuning nodig heeft dat hij alleen in de gespecialiseerde verenigingen terechtkan. Of dat er terugkerende problemen zijn op vlak van vervoer.

### Vrijetijdsondersteuning
De cliënt gaat niet zelf op stap, maar in het gezelschap van een begeleider, een vrijwilliger of een verantwoordelijke van de vereniging voor personen met een handicap die de activiteit organiseert. Deze ondersteuning is tijdelijk en bedoeld om de cliënt meer vaardigheden aan te leren om op termijn zelfstandig zijn vrije tijd door te brengen.

### Feedback & opvolging
De cliënt krijgt de kans om feedback te geven aan zijn vrijetijdsbemiddelaar in het kader van verbetering van de werking. Wanneer de cliënt in een gewone vereniging (bv. de wandelvereniging) terechtkan, wordt gestreefd naar het aanstellen van een vaste vertrouwenspersoon binnen deze vereniging.